# Zhu Ronghua
Zhu Ronghua (chiń. 朱榮華; ur. 9 maja 1974 w Weishan w prow. Junnan) – chiński lekkoatleta, długodystansowiec. 
Podczas igrzysk olimpijskich w Atenach (2004) zajął 76. miejsce w maratonie z czasem 2:34:02.
Mistrz Chin w maratonie (2000).

## Rekordy życiowe
- Bieg maratoński – 2:13:11 (2004)